# Bernie Taupin
Bernard John Taupin (Anwick, 22 de maio de 1950) é um letrista britânico e principal colaborador de Elton John.

## Carreira
Muitas de suas letras, no início, se baseavam no modo de vida rural, e posteriormente no estilo de vida americano (american way of life).
Seus primeiros trabalhos remontam na década de 1960. Colaborou em mais de 30 álbuns. Seu primeiro trabalho com Elton John foi no álbum Empty Sky de 1969, no qual escreveu todas as letras. De 1977 a 1983, John também trabalhou com outros letristas, mas a parceria com Taupin se mantém até os dias de hoje.
Dos principais sucessos com Elton John, destacam-se Skyline Pigeon, Your Song (que foi a música mais rápida a ser composta pela dupla. Em um mesmo dia, Taupin elaborou a letra e passou para Elton, que criou a melodia), Daniel, Candle in the Wind, Goodbye Yellow Brick Road, Empty Garden, In Neon, Philadelphia Freedom (uma homenagem da dupla à tenista Billie Jean King, que treinava uma equipe chamada Philadelphia Freedom's), Don't Let the Sun Go Down on Me, Nikita e Sacrifice.
No documentário Two Rooms, de 1991, mostra o processo de criação das músicas usado pela dupla. Não havia interação entre os dois: Elton ficava em um local e Taupin, em outro. Posteriormente, passaram a utilizar fax e e-mails na troca de informações.
O filme biográfico de Elton John, Rocketman, traz um destaque especial da parceria entre Elton e Taupin desde o seu início, ainda nos anos de 1960.
Taupin também trabalhou com outros artistas, com sucesso: as letras de "We Built This City", do grupo Starship, e "These Dreams", do Heart, foram criadas por ele.
Também escreveu um livro, The One Who Writes the Words for Elton John (Aquele que escreve as letras para Elton John). Hoje vive em um rancho no sul da Califórnia, onde pinta e ainda cria letras.
Em 2006, ganhou um Globo de Ouro pela letra da música A Love That Will Never Grow Old, para o filme O Segredo de Brokeback Mountain.

## Discografia

### Discos-solo
- 1971 Taupin
- 1980 He Who Rides The Tiger
- 1987 Tribe

### Farm Dogs
- 1996 Last Stand in Open Country
- 1998 Immigrant Sons

1. ↑  «Bernie Taupin: Meet the Writer Behind Elton John's Biggest Hits». Biography (em inglês). 2 de novembro de 2023. Consultado em 29 de abril de 2025
2. ↑  «Bernie Taupin | Relationship with Elton John, Songs, Drug Use, & Biography | Britannica». www.britannica.com (em inglês). 18 de abril de 2025. Consultado em 29 de abril de 2025
3. ↑  Bregel, Sarah. «Elton John wins again – this time, alongside longtime writing partner, Bernie Taupin». www.bbc.com (em inglês). Consultado em 29 de abril de 2025
4. ↑  «Two Rooms: Celebrating The Songs Of Elton John & Bernie Taupin». Elton John (em inglês). Consultado em 29 de abril de 2025
5. ↑  Watts, Cindy. «How Bernie Taupin, Elton John's closest collaborator, fell in love with country music». The Tennessean (em inglês). Consultado em 29 de abril de 2025
6. ↑  Lynch, Joe (6 de janeiro de 2020). «Elton John & Bernie Taupin Win First Golden Globe As a Duo for 'Rocketman' Song». Billboard (em inglês). Consultado em 29 de abril de 2025